# Circunvalación de Ibiza
La Circunvalación de Ibiza o E-20 es el nombre con el que se conoce a la ronda de circunvalación de Ibiza. Se inicia a la entrada de la C-733 en la ciudad de Ibiza y concluye en el aeropuerto de la isla. Tiene una longitud de 8 kilómetros.

## Salidas
| N.º salida | Nombre de la salida                | Carretera que enlaza |
| ---------- | ---------------------------------- | -------------------- |
|            | Can Crer                           | C-733                |
|            | Avenida de San Juan Bautista       | C-733                |
|            | Can Bofill                         | C-731                |
|            | Avenida de San Antonio Abad        |                      |
|            | Calle de la Corona                 |                      |
|            | Calle Jondal                       |                      |
|            | Avenida de Sant Josep de la Talaia | PM-801               |
|            | Aeropuerto de Ibiza                | PM-801               |